# Camille Pascal
Pour les articles homonymes, voir Pascal.
Camille Pascal, né le 3 juin 1966 à Montpellier, est un écrivain et haut fonctionnaire français.
Après avoir occupé les postes de secrétaire général et de directeur de la communication du groupe France Télévisions, il devient conseiller du président Nicolas Sarkozy entre 2011 et 2012. Il est lauréat du grand prix du roman de l'Académie française 2018.
Il siège au Conseil d'État depuis 2012.

## Biographie

### Origines familiales et formation
Issu d'une famille de travailleurs de la terre originaire de la commune d'Auriol sous l'Ancien Régime, puis installée à Ganges dans l’Hérault à la fin du XIXe siècle, il est le petit-fils de Georges et Lucie Pascal, qui furent décorés de la médaille de Juste parmi les nations à titre posthume, en 1994,. Le conseil municipal de la ville de Montpellier a décidé lors de sa séance du 3 mai 2018 d’attribuer le nom de sa grand-mère, Lucie Pascal, à un espace public de la ville.
Il suit sa scolarité à Montpellier au lycée Georges-Clemenceau, où il est reçu au baccalauréat (série A2) avec la mention bien.
Après une hypokhâgne et deux années de khâgne au lycée La Bruyère de Versailles (1984-1987), Camille Pascal obtient une licence d'histoire à l'université de Nanterre La Défense et poursuit avec une maîtrise (1988) et un DEA (1989) d'histoire moderne à l'université de Paris I Panthéon Sorbonne. Il est reçu à l'agrégation d'histoire en 1990,, mais n'achève jamais sa thèse sur la censive de Saint-Martin-des-Champs de Paris aux XVIIe et XVIIIe siècles,.

### Carrière dans l'enseignement
Parallèlement à ses années de formation, Camille Pascal est conférencier du service éducatif des Archives nationales sous l'autorité de Jean Favier, alors directeur des Archives de France (1987-1990).
Ayant obtenu l'agrégation, il est nommé professeur-stagiaire au collège Alfred-de-Vigny à Courbevoie, avant d'être recruté, la même année, comme allocataire-moniteur de l'université Paris I Sorbonne (1990-1994), où il assure les travaux dirigés d'histoire moderne pour les étudiants de DEUG puis les travaux dirigés des cours de licence de Daniel Roche.
Il est ensuite nommé professeur agrégé (PRAG) à l'université de Picardie Jules Verne à Amiens (1994-1996), puis de la classe d’hypokhâgne nouvellement créée du lycée privé Blanche-de-Castille à Versailles-Le Chesnay de 1995 à 1998.
Parallèlement à sa carrière dans l'enseignement, Camille Pascal prend part à la vie politique en assurant à partir de février 1995 le secrétariat général des États généraux de l'université au sein du cabinet de François Bayrou, alors ministre de l'Éducation nationale, et dont il est un chargé de mission.
Il représente ainsi le ministre de l'Éducation nationale à la « Commission pour la commémoration des origines ; de la Gaule à la France », dite « Commission Clovis », présidée par Marceau Long ainsi qu'au Comité interministériel pour l'organisation des JMJ en France, dirigé par le général Philippe Morillon.
En 1997, après la dissolution de l'Assemblée nationale, il est nommé professeur agrégé (PRAG) à l'EHESS au centre de recherche historique créé par Fernand Braudel. Il devient alors un proche de Philippe Douste-Blazy, président du groupe UDF à l'Assemblée nationale.

### Carrière dans l'audiovisuel
En 2001, il devient directeur de cabinet de Dominique Baudis, président du Conseil supérieur de l'audiovisuel. Au cours de cette période, il participe au lancement de la  TNT (Télévision Numérique Terrestre).
Roch-Olivier Maistre, conseiller du président de la République Jacques Chirac lui confie la rédaction du discours prononcé par ce dernier le 30 novembre 2002 à l'occasion du transfert des cendres d'Alexandre Dumas au Panthéon.
En mars 2006, en dépit d'un avis défavorable  de la Commission de déontologie, Camille Pascal est nommé directeur général adjoint chargé du développement et de la diversification à France Télévisions. Il est à l'origine d'un partenariat entre France 2 et Google[réf. nécessaire] pendant l'élection présidentielle de 2007.
En septembre 2007, Camille Pascal devient secrétaire général du groupe audiovisuel public. À compter de novembre 2008, il prend également en charge la direction de la communication du groupe. En automne 2008, il est chargé de l'organisation de la couverture du voyage pontifical français de Benoît XVI pour France Télévisions[réf. à confirmer].

### Conseiller auprès du président de la République
Le 6 janvier 2011, il est nommé conseiller à la présidence de la République française, recommandé par l'entourage de Carla Bruni-Sarkozy. Il devient l'autre plume du président, avec Henri Guaino, la ligne rhétorique de ses discours est axée sur la « défense de la République » et « l'identité de la France ». Il rédige alors les principaux discours mémoriels de la fin du mandat, notamment le discours du Puy-en-Velay qui célèbre les origines chrétiennes de la France, le discours du CRIF qui rappelle les racines juives de la France, le discours dit du Mas-Soubeyran (en réalité prononcé à Alès) au cours duquel Nicolas Sarkozy reconnaît le rôle du protestantisme dans l’émergence de la liberté de conscience ou encore le discours de commémoration du 600e anniversaire de la naissance de Jeanne d'Arc. Enfin  à quelques mois de l'élection présidentielle, il travaille au discours prononcé à Montauban le 21 mars 2012 en hommage aux militaires assassinés par Mohammed Merah[réf. nécessaire].
En parallèle, il est chargé d'organiser et d'entretenir le réseau de réflexion nommé le « groupe Fourtou » (en référence à Jean-René Fourtou), composé de diverses personnalités dont des journalistes (Gérard Carreyrou, Charles Villeneuve, Étienne Mougeotte...), des anciens politiques (Alain Carignon, Geoffroy Didier, Brice Hortefeux...) et d'hommes d'affaires  (Michel Pébereau), dans une perspective de réélection du président Nicolas Sarkozy. Sylvain Fort y participera mais prend rapidement ses distances compte tenu de la ligne idéologique du cercle informel influencé par Patrick Buisson.
Il organise également des déjeuners à l'Élysée. Il raconte cette expérience dans le livre Scènes de la vie quotidienne à l'Élysée, publié en octobre 2012.

### Au Conseil d'État
Le 4 mai 2012, il est nommé conseiller d'État en service ordinaire. De 2012 à 2014, il y est affecté à la deuxième sous-section du contentieux, puis de 2014 à 2017, à la section du rapport et des études. Depuis 2017, il est affecté en section administrative.
Il collabore de 2013 à 2016 à l'hebdomadaire Valeurs actuelles.

### Conseiller du Premier ministre Jean Castex
Le 16 septembre 2020, son arrivée est annoncée au sein du cabinet de Jean Castex, Premier ministre d'Emmanuel Macron. « Très bon ami de Jean Castex depuis de nombreuses années et notamment leur passage commun au sein du cabinet de Nicolas Sarkozy, Camille Pascal interviendra sur "tout ce qui touche à la parole" mais n'aura pas vocation à être conseiller politique ou conseiller en communication ».
En parallèle de sa nomination, Camille Pascal est présélectionné pour le prix Goncourt après la publication de son récit historique, La Chambre des dupes.

## Polémique et affaire judiciaire
Le professeur de droit Jean-Louis Harouel, qui fut plagié par Patrick Buisson, a reproché à Camille Pascal la tribune parue dans Valeurs actuelles, dans laquelle il défend Patrick Buisson et qualifie notamment Jean-Louis Harouel d' « obscur » et d' « illustre inconnu ».
En avril 2014, Camille Pascal est mis en examen par le juge Van Ruymbeke pour favoritisme dans le cadre de l'affaire Bygmalion, entreprise dirigée par Bastien Millot, sous la présidence de Patrick de Carolis,. Il relativise sa mise en examen, survenue selon lui parce qu'il a été « signataire de deux contrats litigieux, en exécution d'une commande ». En janvier 2017, il est condamné à deux mois de prison avec sursis et à 15 000 euros d’amende sans faire appel de la décision.
À la suite de sa demande en relèvement, le Tribunal judiciaire de Paris (32e chambre correctionnelle) décide par jugement du 12 décembre 2019 qu’il ne sera plus fait mention de la condamnation du 12 janvier 2017 au bulletin n°2 de son casier judiciaire,.

## Vie privée
Il est l’époux de Caroline Pascal. Ils vivent à Versailles et possèdent une maison dans le Bessin (Normandie).
Il est père de deux filles et d'un fils.
Il est catholique pratiquant et déclare que c'est « Benoît XVI [qui] l'a ramené vers la foi ».

## Publications

### Ouvrages collectifs
Pour Foreseen, Observatoire international des tendances sociologiques :
- 1998 : L’Alternative des valeurs féminines, éd. Denoël, 188 p.  (ISBN 2-207-24733-3)
- 1998 : De l’homo sapiens à l’homme interactif, éd. Denoël, 258 p.  (ISBN 2-207-24732-5)
- 1999 : Les Nouveaux Horizons de la consommation, éd. Plon, 266 p.  (ISBN 2-259-19051-0)
- 1999 : Du corps machine à la santé harmonique, éd. Plon, 271 p.  (ISBN 2-259-19176-2)
- 1999 : La Soif d’émotion, éd. Plon, 271 p.  (ISBN 2-259-19257-2)
- 2000 : Les Screenagers, avoir 20 ans en l’an 2000, éd. Plon, 248 p.  (ISBN 2-259-19304-8)

### Essais
- 2006 : Le Goût du roi : Louis XV et Marie-Louise O'Murphy, éd. Perrin, 327 p.  (ISBN 2-262-01704-2)
- 2012 : Scènes de la vie quotidienne a l’Élysée, éd. Plon  (ISBN 978-2-259-21925-9)
- 2015 : Les Derniers Mondains, éd. Plon  (ISBN 978-2-259-22780-3)[35]
- 2016 : Ainsi, Dieu choisit la France, Presses de la Renaissance, 352 p.

### Romans
- 2018 : L'Été des quatre rois, éd. Plon  (ISBN 978-2-259-24843-3)
- 2020 : La Chambre des dupes, éd. Plon  (ISBN 978-2-259-27678-8)
- 2022 : L'air était tout en feu, Robert Laffont, 352 p.  (ISBN 978-2-221-26370-9)
- 2024 : La Reine du labyrinthe, ou La Vérité sur l'affaire du Collier, Robert Laffont, 432 p.  (ISBN 978-2-221-26753-0)

## Récompenses et distinctions

### Décorations
- Chevalier de l'ordre national du Mérite (2007)
- Chevalier de l'ordre des Palmes académiques (2002)[36]
- Officier de l'ordre des Arts et des Lettres (2019)[37]
- Commandeur de l'ordre de Saint-Grégoire-le-Grand (2008)
- Chevalier grand-officier catégorie de mérite, de l'ordre sacré et militaire constantinien de Saint-Georges (2016)
- Officier de l'ordre pro Merito Melitensi (2012)

### Prix
- Prix du Cercle des amis de Montesquieu, pour Le Goût du Roi (2008)[38].
- Prix du livre incorrect, pour Ainsi dieu choisit la France (2017)[39].
- Grand prix du roman de l'Académie française, pour L'Été des quatre rois (2018)[40].
- Prix du Guesclin, pour L'air était tout en feu (2022)[41]

- Camille Pascal est par ailleurs membre associé de l'Académie des sciences morales, des lettres et des arts de Versailles et d'Île-de-France depuis 2003.